# Surinam en los Juegos Suramericanos de la Juventud
Surinam participa en los Juegos Suramericanos de la Juventud desde la primera edición, realizada en Lima de 2013.

## Delegación
Para los Juegos Suramericanos de la Juventud 2013, Surinam acudió con una delegación de 16 atletas los cuales participaron en 8 disciplinas deportivas.

## Medallero histórico
| Año   | País            | Sede | Posición | Oro | Plata | Bronce | Total |
| ----- | --------------- | ---- | -------- | --- | ----- | ------ | ----- |
| 2013  | Bandera de Perú | Lima | 6/14     | 0   | 1     | 3      | 4     |
| Total | Total           |      |          | 0   | 1     | 3      | 4     |